# Backyard Ultra
Backyard Ultra är en tävlingsform för ultralöpning. Löparna springer en sträcka på 6,7 kilometer varje timme, så många gånger som möjligt. Bara den sista som kommer till starten och avslutar varvet vinner tävlingen. Alla andra är diskvalificerade, och är det mer än en person som kommit till start och fullföljt ett sista varv diskvalificeras alla och det utropas ingen vinnare. Avståndet 6,7 km på en timme motsvarar 4,167 miles, och innebär att löparna på 24 timmar har sprungit 100 miles, ungefär 161 km. Tävlingsformen är skapad av Gary Cantrell, även känd som Lazarus "Laz" Lake, som även arrangerat ultraloppen Barkley Marathons, Barkley Fall Classic och Last Annual Vol State. Löparna måste vara taktiska och disponera varje timme väl; springa snabbare för tid till vila och utrustningsvård eller hålla ett lägre tempo men med kortare pauser.
Världsrekordet innehas [per Juni 2025] av Phil Gore som sprang 119 varv på en tävling i Australien . 119 varv motsvarar alltså ganska exakt 5 dygn och 79,7 mil.

## Big Dog's Backyard Ultra
Big Dog's Backyard Ultra är den ursprungliga Backyard Ultra-tävlingen, och anordnas sedan 2011 på Cantrells gård i Tennessee. Loppet är döpt efter hans bulldog Big Dog, och räknas också som världsmästerskap för formatet Backyard Ultra. 
Under 2020 rådde restriktioner för resande till USA, och då lanserade Laz konceptet "satellit-VM", där arrangörer i olika länder ordnade egna tävlingar som pågick samtidigt och jämfördes med varandra. Efter detta har arrangemanget blivit en lagtävling ("lag-VM") där varje land har 15 deltagare, och det land som samlar flest varv totalt vinner. Detta har genomförts vartannat år (2020, 2022 och 2024). Vinnarna av de nationella tävlingarna kvalar sedan till nästa års Big Dog's backyard, som räknas som "individuellt VM" (dvs 2021, 2023 och 2025).
I oktober 2023 sprang Harvey Lewis 108 varv på tävlingen, vilket innebar 724 kilometer på 4,5 dygn.

### Tidigare vinnare
| År   | Vinnare             | Varv | Assistens och draghjälp    | Kommentar |
| ---- | ------------------- | ---- | -------------------------- | --- |
| 2011 | Tim Englund         | 18   | Dave Carver                | |
| 2012 | Joe Fejes           | 28   | Marcy Beard                | |
| 2013 | Tim Englund         | 35   | Keith Knipling             | |
| 2014 | ingen vinnare       | 49   | Johan Steene / Jeremy Ebel | Båda tävlande klev av efter 49 avklarade varv. Johan Steene avbröt för att hinna med sitt plan till Sverige och Jeremy Ebel valde också att avbryta då. |
| 2015 | inställt            |      |                            | |
| 2016 | Babak Rastgoufard   | 29   | Andy Pearson               | |
| 2017 | Guillaume Calmettes | 59   | Harvey Lewis               | |
| 2018 | Johan Steene        | 68   | Courtney Dauwalter         | |
| 2019 | Maggie Guterl       | 60   | William Hayward            | Första kvinnliga vinnare. |
| 2020 | Courtney Dauwalter  | 68   | Harvey Lewis               | Vinnare i det amerikanska loppet. På grund av restriktionerna under covid-19-pandemin förhindrades utländska löpare att vara på plats. Tävlingar genomfördes internationellt samtidigt, och i Belgien vann Karel Sabbe med 76 varv, vilket blev det totalt längsta loppet utanför Bell Buckle. |
| 2021 | Harvey Lewis        | 85   | Chris Roberts              | Första upplagan som individuellt VM |
| 2022 | Piotr Chadovich     | 76   | Harvey Lewis               | Team USA i lag-VM |
| 2023 | Harvey Lewis        | 108  | Ihor Verys                 | Världsrekord. Andra upplagan som individuellt VM. |
| 2024 | Scott Snell         | 88   | Megan Eckert               | Team USA i lag-VM |